# Ed McIlvenny
Edward John McIlvenny (Greenock, 21 ottobre 1924 – Eastbourne, 18 maggio 1989) è stato un calciatore scozzese naturalizzato statunitense, di ruolo mediano.

## Carriera

### Club
Ha giocato sia nel Campionato di calcio scozzese e Campionato di calcio inglese, ed ha giocato anche nel Manchester United.

### Nazionale
Nel 1950 ha partecipato al Campionato mondiale di calcio "Jules Rimet", giocando 3 partite.

## Palmarès

### Club

#### Competizioni nazionali
- Campionato inglese: 1

Manchester United: 1951-1952
- Community Shield: 1

Manchester United: 1952